# Airline Deregulation Act

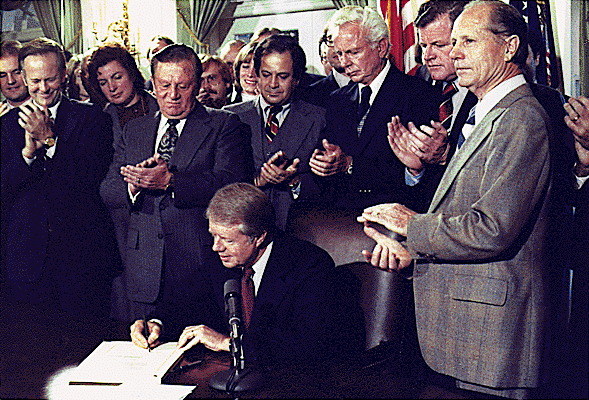
Unterschrift von Jimmy Carter unter den Airline Deregulation Act

Der Airline Deregulation Act (ADA) ist ein Gesetz der USA, das am 28. Oktober 1978 verabschiedet wurde (signed into law). Zuvor wurde es vom damaligen Präsidenten Jimmy Carter unterzeichnet. Zweck war die Deregulierung des kommerziellen Flugverkehrs, der den Gesetzen des Marktes überlassen wurde.

## Vorgeschichte
Seit 1938 wurden die Regeln für den inländischen Flugtransport durch das Zivilluftfahrtsamt Federal Civil Aeronautics Board (CAB) festgelegt. Dieses bestimmte Preis, Routen und Flugpläne. Im Weiteren förderte es die Quersubventionierung von teureren Langstreckenflügen zu billigeren Kurzstreckenflügen. Das CAB hatte letztlich dafür zu sorgen, dass alle Fluggesellschaften eine angemessene Rendite erwirtschaften konnten.
Allerdings hatte das CAB den Ruf eines bürokratischen Monstrums. Fluggesellschaften mussten lange Bearbeitungsfristen in Kauf nehmen, wenn sie eine neue Route oder eine Ticketpreisänderung beantragten, die dann am Ende häufig gar nicht bewilligt wurde. World Airways wollte 1967 eine Billigroute von New York City nach Los Angeles einführen. Das CAB prüfte den Antrag volle sechs Jahre – und verwarf ihn am Ende, weil er „veraltet“ („stale“) gewesen sei. Continental Airlines konnte nach acht Jahren endlich eine Flugverbindung von Denver nach San Diego einführen, allerdings erst, nachdem ein amerikanisches Berufungsgericht die Bewilligung durch das CAB anordnete.
Dieses rigide System kam in den 1970ern unter Druck. Die Ölkrise 1973 und die ökonomische Stagnation veränderten das wirtschaftliche Umfeld, wie aber auch der technologische Fortschritt, darunter auch der Jumbo Jet. Die meisten Fluggesellschaften, die ja von den quasi garantierten Einnahmen profitierten, wollten jedoch beim alten System bleiben. Anders hingegen die Passagiere und Gemeinden, die die teureren Preise bezahlen mussten. Der US-Kongress befürchtete, dass eine Liberalisierung des Flugmarktes langfristig ähnlich ruinöse Folgen zeigen könnte wie es bei den amerikanischen Eisenbahnen der Fall war, die 1976 teilweise kollabierten.

## Folgen
Ein Bericht des Government Accountability Office kam 1996 zum Schluss, dass der durchschnittliche Ticketpreis pro Passagiermeile 1994 um 9 Prozent niedriger war als 1979. Die Flugpreise sanken zwischen 1976 und 1990 teuerungsbereinigt um etwa 30 Prozent. Die Auslastung war gestiegen, teilweise weil nun zweckmäßigere Flugzeuge eingesetzt wurden: auf stärker frequentierten Strecken größere, auf anderen Routen kleinere Modelle.
Trotzdem profitierten nicht alle Routen gleichermaßen von dieser Deregulierung. Auf verkehrsreichen Strecken fielen die Preise proportional stärker als auf Nebenstrecken.
Diese Marktöffnung führte allerdings auch zu großen finanziellen Verlusten einzelner Firmen und Konflikten mit Gewerkschaften. Zwischen 1978 und Mitte 2001 gingen deshalb neun größere Airlines (darunter Eastern, Midway, Braniff, PanAm, US Airways und TWA) sowie 100 kleinere Gesellschaften bankrott oder mussten liquidiert werden. Dieses betraf auch fast das gesamte Dutzend neuer Gesellschaften, die erst nach der Deregulierung gegründet worden waren. Aus Fusionen und Aufkäufen unter den überlebenden Firmen wurde ein Club der „großen Sechs“ (Big Six) von Mega-Airlines, die oligopolartige Bedingungen in vielen Märkten schufen.
Nachteile für Randregionen haben sich nicht in dem Maße bewahrheitet, wie vor dem Gesetz vorausgesagt worden war. Allerdings wurden – bevor die Billigfluggesellschaften aufkamen – die Drehkreuze der großen Fluggesellschaften bevorteilt und die abgelegenen Flughäfen mit kleineren Maschinen als Zubringer abgespeist.
Der allgemeine Service amerikanischer Fluggesellschaften hat abgenommen. Das Aufkommen der Billigfluggesellschaften zeigte, dass eher ein höherer Bedarf an günstigen Preisen als an mehr Komfort vorhanden war.
Die Zunahme an Flugsicherheit, die seither eingetreten ist, dürfte wohl im Wesentlichen auf den generellen technologischen Fortschritt und weniger auf die Einführung dieses Gesetzes zurückzuführen sein.
Der Airline Deregulation Act gilt als die Geburtsstunde des Revenue Management.